# Fabrice Cumps
Fabrice Cumps (Watermaal-Bosvoorde, 5 juli 1969) is een Belgisch politicus voor de PS. Sinds 2020 is hij burgemeester van Anderlecht.

## Levensloop
Fabrice Cumps is een zoon van Marc Cumps, kabinetschef van Henri Simonet en OCMW-secretaris van Anderlecht, en een kleinzoon van Guillaume Cumps, schepen, waarnemend burgemeester en OCMW-voorzitter van Anderlecht en volksvertegenwoordiger. Hij liep school aan het Athénée Robert Catteau in Brussel en studeerde economische wetenschappen met een specialisatie in de publieke economie aan de Université libre de Bruxelles. Beroepshalve werd hij gewestelijk ambtenaar en kabinetsmedewerker van verschillende ministers. Van 1993 tot 1995 was hij kabinetsmedewerker van Brussels minister van Economie Rufin Grijp en van 1995 tot 1998 van Grijp wanneer die Brussels minister van Openbaar Ambt, Buitenlandse Handel, Wetenschappelijk Onderzoek, Brandbestrijding en Dringende Medische Hulp was. Van 1998 tot 1999 was Cumps medewerker op het Ministerie van het Brussels Gewest. Van 1999 tot 2004 was hij kabinetschef van Brussels minister van Werkgelegenheid, Economie, Energie en Huisvesting Éric Tomas. Van 2004 tot 2009 was hij tevens kabinetschef van Tomas wanneer die voorzitter van het Brussels Hoofdstedelijk Parlement (tot 2006 Raad van het Brussels Hoofdstedelijk Gewest) was.
In 2004 volgde hij Olivier Maingain op als voorzitter van de Haven van Brussel. Laurence Bovy volgde hem in 2007 in deze functie op. Tevens was hij voorzitter van Télé Bruxelles en vicevoorzitter van de Brusselse Gewestelijke Huisvestingsmaatschappij en bekleedde hij bestuursmandaten bij Federatie van Socialistische Mutualiteiten van Brabant, het Europees Centrum voor Fruit en Groenten, het Conseil de l'Enseignement des Communes et des Provinces, het Brussels Waarborgfonds, het Conseil des Pouvoirs organisateurs de l'Enseignement Officiel Neutre Subventionné.
Sinds 2000 is Cumps gemeenteraadslid van Anderlecht en in 2006 werd hij er schepen. In maart 2019 werd aangekondigd dat hij Éric Tomas als burgemeester zou opvolgen. In januari 2020 kondigde Tomas zijn vertrek als burgemeester aan. Door administratieve moeilijkheden en de uitbraak van de coronapandemie duurde het echter tot mei 2020 voordat de burgemeesterssjerp aan Cumps werd doorgegeven. Na de gemeenteraadsverkiezingen van 2024 bleef hij burgemeester.